# Juventus (группа)
Juventus — венгерская бит-группа, которая с 1971 по 1973 год была оркестром сопровождения Кати Ковач.

## Ранний период
История группы началась осенью 1968 года, когда клавишник Ласло Папаи-Фараго (Pápai Faragó László), не сработавшись с лидером группы «Syrius» Жольтом Баронич (Baronits Zsolt), принял решение создать свою собственную бит-команду. Название «Juventus», которое с латинского языка переводится как «Юность», Ласло Папаи-Фараго взял в честь своей супруги — юной певицы Кири Амбруш (Ambrus Margit «Kyri»), на которой только что женился. Вместе с ним в новый коллектив из «Syrius» перешли бас-гитарист Денеш Варго (Varga Dénes), саксофонист Акош Мольнар (Molnár Ákos) и барабанщик Лайош Фехер (Fehér Lajos). Последний привёл также своего друга гитариста Петер Ханка (Hanka Péter) из «Atlantis». Первый концерт «Juventus» прошёл в театре Komárom в ноябре 1968 года. А 1 декабря группу показали по телевидению в музыкальной программе «Slágerkupa» с песней «Nem kell tagadni», авторами которой были Акош Мольнар и Петер Поор.
Композиторский талант Акоша Мольнара проявился и в последующих записях «Juventus», которая в конце 60-х записала несколько синглов, в том числе «Óriáskerék», «Süt a nap», «Rozi 69» (подражание The Beatles «Obladi oblada»), «Zsíros kenyér», «Ilyen voltam» и «Tavirózsák». Когда в 1969 году группа принимала участие в Táncdalfesztivál, ей было сложно выбрать для презентации одну композицию из десятка достойных. Несмотря на это в 1970 году Ласло Папаи-Фараго исключил Акоша Мольнара из группы, и саксофонистом стал Золтан Элекеш (Elekes Zoltán) из группы «Apostol», которого порекомендовал Петер Ханка. Также в конце 60-х группа выступала с Кири Амбруш и Палем Сечи.
В 1971-73 годах волна хаоса накрыла рок-сообщество Будапешта: музыканты снимались с насиженных мест и активно переходили в другие коллективы, старые группы прекращали своё существование, уступая дорогу новым. Эти процессы затронули и «Juventus». Сначала бас-гитарист Динеш Варго решил оставить музыкальное поприще, и на его место пришёл Петер Шипош (Sipos Péter) из «Hungária». Затем ушёл Лайош Фехер, и его заменил Бела Сигети (Szigeti Béla). С февраля по март 1971 года группа выступала в следующем составе: клавишник Ласло Папаи-Фараго, тромбонист Бела Тот, бас-гитарист Петер Шипош, гитарист Петер Ханка, барабанщик Бела Сигети и саксофонист Зольтан Элекеш. Неожиданно вокалист Зоран Стеванович из распавшейся группы «Metro» предложил музыкантам «Juventus» сопровождать его в очередном заграничном туре, и четверо участников группы (Петер Ханка, Бела Сигети, Бела Тот и Зольтан Элекеш) покинули «Juventus», и Ласло Папаи-Фараго остался «у разбитого корыта».

## Основной период
Весной 1971 года гитарист Петер Чомош (Csomós Péter) порвал отношения с лидером «Hungária» Миклошем Феньё (Fenyő Miklós) и также решил создать собственную команду. Вместе с барабанщиком Аттилой Чургаи (Csurgai Attila) из «Ferm», гитаристом Тибором Татраи (Tátrai Tibor) из «Tűzkerék» и бас-гитаристом Золтаном Кишш (Kiss Zoltán) из «Mini» он основал проект «JAM».Однако их детище просуществовало всего один месяц, после чего Зольтан Киш ушёл в «Tűzkerék», а трое других участников «JAM» приняли решение присоединиться к «Juventus». Правда к тому времени Ласло Папаи-Фараго уже нашёл для своей группы барабанщика — Йожефа Тота (Tóth József) из «Hungária», но тот пробыл в команде всего две недели, а затем эмигрировал в США, поэтому барабанщиком практически сразу стал Аттила Чургаи, обладавший очень аккуратным и чётким ритмом. О воссоздании «Juventus» было сообщено в 46-м номере Молодёжного Журнала. Основным композитором группы стал Петер Шипош. В том же году музыкантам удалось договориться о сотрудничестве с известной эстрадной певицей Кати Ковач, и три года «Juventus» был её оркестром сопровождения.
В 1972 году группа сопровождала Кати Ковач на Táncdalfesztivál, и песня Кати «Add már, uram, az esőt!» получила 1-ю премию. Позднее с этой песней певица одержала победу на международном музыкальном фестивале в Дрездене. Также «Juventus» исполнила на Táncdalfesztivál’72 свою собственную композицию «Lenn a folyónál» («Вниз по реке»), которая вышла как сингл, на второй стороне которого была композиция «Orgonák» группы «Neoton». Благодаря этому группе удалось снова заявить о себе, и в том же году она выпустила ещё три сингла. Но в конце года Tátrai Tibor принял более выгодное предложение и ушёл в «Syrius», и его заменил Золтан Кекеш (Kékes Zoltán) из «Gemini». В 1973 году группа приняла участие в радио-конкурсе «Made in Hungary» с песней «Jöjjetek velem». Однако к тому времени Кати Ковач постепенно переключилась на работу с группой «Hungária», и музыканты «Juventus» остались не у дел. В результате Аттила Чургаи и Петер Шипош тоже перешли в «Hungária», Золтан Кикеш ушёл в «Ferm», а Петер Чомош и Ласло Папаи-Фараго уехали работать в Германию. В 1975 году Ласло Папаи-Фараго окончательно отказался от владения названием «Juventus» и передал все права Петеру Чомош.
В 1975 году Петер Чомош вернулся в Венгрию и собрал группу в новом составе: бас-гитарист Петер Дандо (Dandó Péter), клавишник Даниэль Здроба (Zdroba Dániel), саксофонист Михай Лифка (Lifka Mihály) из «Apostol», а барабанщиком снова стал Аттила Чургаи, который к тому времени успел поработать в «Óceán». Однако стабильной команды не получилось. Петер Дандо и Даниэль Здроба вскоре покинули группу, и бас-гитаристом стал Эгон Пока (Póka Egon) из «Olympia», а нового клавишника Петер Чомош так и не нашёл. В 1976 году вторым гитаристом группы стал Янош Сенич (Szénich János). В феврале 1977 года «Juventus» совместно с трио «Mikrolied» приняла участие в радио-конкурсе «A Tessék választani!» с песней «Nem baj», а летом 1977 года — в телефестивале «Metronóm» с композицией «Kapaszkodj!» («Держись!»). После этого музыканты поняли, что «Juventus» исчерпала себя, и объявили о роспуске группы.

## Синглы
1968 — Óriáskerék 

1969 — Ilyen voltam 

1969 — Süt a nap / Rozi '69 

1969 — Zsíros kenyér / Tavi rózsák 

1970 — Véget ért egy fejezet / Ilyen voltam 

1971 — Ha jártál ott / Fehér virág 

1971 — Da da da, da da da / 24 óra 

1972 — Lenn a folyónál (вторая сторона: группа Neoton «Orgonák») 

1972 — Aphrodite emlékére / Tedd azt, amit éppen szeretnél 

1972 — Kék égbolt / Egy pont a térben 

1972 — Oh, Bangla Desh / Akit felkapott a szél 

1973 — Jöjjetek velem 

1977 — Kapaszkodj